# Çənlibel
Çənlibel ist eine Ortschaft in Aserbaidschan und gehört zum Rayon Şəmkir. Bis zur Auflösung der Sowjetunion hieß die Ortschaft Çardaxlı (russisch Чардахлу).

## Söhne und Töchter des Ortes
- Howhannes Baghramjan (1897–1982), Marschall der Sowjetunion
- Hamasasp Babadschanjan (1906–1977), sowjetischer Hauptmarschall der Panzertruppen